# Hors du temps (téléfilm)
Pour les articles homonymes, voir Hors du temps.
Pour plus de détails, voir Fiche technique et Distribution.
Hors du temps est un téléfilm français réalisé par Jean-Teddy Filippe, diffusé le 15 décembre 2009 sur Arte.

## Synopsis
Des chercheurs ont réussi à créer une boucle de temps parallèle dans le cerveau de Mab, un singe cobaye. Peu après l'expérience, l'enfant du couple de chercheurs tombe gravement malade. Ils arrivent trop tard pour le sauver et ce drame les sépare. Six ans plus tard, en 2015, Hélène se rend sur la base de Quark, sur l'île de Kerguelen, où elle retrouve Yann pour la première fois. À l'instant précis de son arrivée, une déflagration se produit. Ses anciens collègues l'accueillent, mais elle leur trouve un étrange comportement. Au même moment, dans les locaux du groupe Veni-Vici, le directeur du département des recherches, une avocate et un psychiatre tentent de comprendre ce qui s'est passé.

## Fiche technique
- Réalisateur : Jean-Teddy Filippe
- Scénario : Vincent Maillard
- Photographie : Éric Weber
- Dates de diffusion : le 15 décembre 2009 sur Arte
- Durée : 90 min

## Distribution
- Natacha Lindinger : Hélène Porter
- Bruno Todeschini : Yann Porter
- Philippe Duclos : Franz Ostermeïer
- Mathias Mlekuz : Jean-Pierre
- Julie Delarme : Émilie
- Alexandre Aubry : Régis
- Lucie Fabry : Incarnation humaine de Mab
- Olivier Carré : Charles Emmering
- Sophie Bourdon : Laure Dubreuil
- Luc Samaille : André Destrade

## Autour du téléfilm
- Le titre original prévu était Le Chimpanzé de Schrödinger.